# Kruissubsidie
Er is sprake van kruissubsidie wanneer een aanbieder van een goed of dienst een kunstmatig lage prijs vraagt voor een product en het hierdoor geleden verlies compenseert door inkomsten via een ander product. De aanbieder probeert zo door het goedkoop of gratis aanbieden van product A de afzet van product B te vergroten. 

## Voorbeelden van kruissubsidie
- Gillette, de producent van onder andere scheermesjes en -schuim, heeft sinds de start van het bedrijf in 1903 miljoenen scheermesjeshouders weggegeven, of tegen dumpprijzen verkocht. Het bedrijf heeft daardoor een vraag gecreëerd naar scheermesjes die in de houders passen.[1]
- In de geschiedenis van de muziekindustrie hebben twee voorbeelden elkaar afgewisseld: enkele decennia geleden organiseerden platenmaatschappijen goedkope concerten voor hun artiesten om zo hun dure opnamen te verkopen, nu maken artiesten goedkope of gratis opnamen om hun dure concerten te verkopen.
- In het openbaar vervoer kan een verbinding verlies opleveren en dus in bedrijfseconomisch opzicht niet levensvatbaar zijn, maar wel een noodzakelijke voorziening zijn voor de inwoners van een bepaald gebied. Zo'n bus- of spoorlijn kan dan gefinancierd worden vanuit de opbrengsten van andere, wel winstgevende lijnen van hetzelfde bedrijf.
- Dankzij de salderingsregel kunnen eigenaren van zonnepanelen kosteloos stroom consumeren wanneer deze duur is, zoals 's avonds en 's winters, in ruil voor dezelfde hoeveelheid stroom op een veel goedkoper moment. De kosten hiervan worden verwerkt in het energietarief, en daarmee worden ze vooral verhaald op klanten zonder zonnepanelen.